# 山本貞
山本 貞（やまもと てい、1934年7月10日 - ）は、洋画家、日本藝術院会員。

## 経歴
東京生まれ。武蔵野美術学校（現:武蔵野美術大学）卒。1957年「青い円」で二紀展初入選。1964年渡米、アート・スチューデント・リーグで学ぶ。1997年二紀会理事長。2004年「少年のいる夏」で日本芸術院賞、同年芸術院会員。2010年から2020年まで日本美術家連盟理事長。2017年秋の叙勲で旭日中綬章を受章。風景画家。

## 展覧会図録
- 山本貞展 美術文化振興協会 c1997
- 山本貞展<樹影讃歌>カタログ 日動画廊 1998
- 山本貞の世界展 光と影の記憶 1973～1999 池田20世紀美術館 1999
- 山本貞展 凝視された光景 安田火災美術財団 1999